# Gare de Sétif
La gare de Sétif est une gare ferroviaire algérienne située sur le territoire de la commune de Sétif, dans la wilaya de Sétif.

## Situation ferroviaire
La gare est située dans le centre-ville de Sétif, dans le faubourg de la gare, sur la ligne d'Alger à Skikda où elle est précédée de la gare de Mezloug et suivie de celle d'El Eulma.

## Service des voyageurs

### Desserte
La gare de Sétif est desservie par :
- les trains grandes lignes des liaisons :
  - Alger  - Annaba[1] ;
  - Alger - Tébessa[2].
- les trains régionaux de la liaison Alger - Sétif[3].

### Intermodalité
La gare est desservie par la ligne 1 du tramway de Sétif, à la station Djebel Boutaleb située à proximité.